# Yamatotakada
Yamatotakada (japanisch 大和高田市 -shi) ist eine Stadt in der Präfektur Nara in Japan.

## Geographie
Yamatotakada liegt südwestlich von Nara.

## Geschichte
In der Edo-Zeit blühte Takada als Tempel-Stadt für die Pilger zum Senryū-ji. Heute werden dort Textilien und Nahrungsmittel hergestellt.
Yamatotakada erhielt am 1. Januar 1948 Stadtrecht.

## Verkehr
- Straße
  - Nationalstraße 24: nach Kyōto und Wakayama
  - Nationalstraßen 165, 166, 168
- Zug
  - Kinki-Nihon-Eisenbahn-Ōsaka-Linie
  - Kinki-Nihon-Eisenbahn-Minamiosaka-Linie
  - JR-Sakurai-Linie: nach Nara
  - JR-Wakayama-Linie: nach Wakayama

## Städtepartnerschaft
- Lismore (New South Wales), seit 1963

## Söhne und Töchter der Stadt
- Thelma Aoyama (* 1987), Sängerin
- Kōta Teramae (* 1995), Fußballspieler

## Angrenzende Städte und Gemeinden
- Kashihara
- Gose
- Kashiba
- Katsuragi
- Kōryō